# 条支国
条支国（じょうしこく）は、中国の歴史書に登場する国名。西域に存在していたといわれる。条枝、條支とも。

## 概要
後漢書に班超の部下である甘英がたどり着いた国として登場する。この「條支国」はセレウコス朝シリアのアンティオキア（現在のトルコ・アンタキヤ）に存在していた国家だといわれている（一説にはカラケネ王国のことを指したものだという）。『史記』大宛伝には次のように記されている。「條支は西海に臨み、暑くて湿度が高い。田畑を耕してイネを植えている。大きな鳥がおり、その卵は甕のようだ」。また、安息の人によると、弱水が流れ西王母がいるとされたという。ほかに、『旧唐書 巻194下 突厥伝』には「武徳三年、遣使貢條支巨卵。」という記述がある。このことから、條支は620年（武徳3年）前後に存在した異民族王朝の一つではないかとも考えられている。ただし、両者の記述の間には数百年の隔たりがあるため、果たして同一の対象を指したものなのかについては疑問の残るところである。
中国産の絹織物は、当時のオリエント一帯を支配したパルティア王国やローマ帝国において非常に好まれた。甘英は一説にはローマ帝国と直接交易をおこなう道を求めて西進したとされるが、シリアまで到達した段階で中継貿易による利益が失われるのを恐れたパルティア人の案内人によって「ローマはまだはるか彼方である」と教えられ、やむなく引き返してしまったという。